# Hinojos
Hinojos ist eine spanische Stadt in der Provinz Huelva in der Autonomen Region Andalusien. 2024 hatte die Gemeinde 4.056 Einwohner. Sie befindet sich in der Comarca El Condado.

## Geografie
Die Gemeinde grenzt an die Gemeinden Almonte, Aznalcázar, Bollullos Par del Condado, Chucena, Manzanilla, Pilas, Villalba del Alcor und Villamanrique de la Condesa. Der Ort befindet sich im Nationalpark Coto de Doñana.

## Geschichte
In der Römerzeit hieß der Ort Omnium. In der Zeit von Al-Andalus war er eine Regionalhauptstadt und wurde nach der christlichen Eroberung Sevilla unterstellt.

## Sehenswürdigkeiten
- Pfarrkirche Santiago el Mayor
- Wallfahrtskapelle Ermita de la Virgen del Valle